# Grandview (Wisconsin)
Grandview es un pueblo ubicado en el condado de Bayfield en el estado estadounidense de Wisconsin. En el Censo de 2010 tenía una población de 468 habitantes y una densidad poblacional de 1,69 personas por km².

## Geografía
Grandview se encuentra ubicado en las coordenadas 46°18′51″N 91°4′5″O / 46.31417, -91.06806. Según la Oficina del Censo de los Estados Unidos, Grandview tiene una superficie total de 277.5 km², de la cual 270.51 km² corresponden a tierra firme y (2.52%) 6.99 km² es agua.

## Demografía
Según el censo de 2010, había 468 personas residiendo en Grandview. La densidad de población era de 1,69 hab./km². De los 468 habitantes, Grandview estaba compuesto por el 96.15% blancos, el 0.21% eran afroamericanos, el 1.28% eran amerindios, el 0% eran asiáticos, el 0% eran isleños del Pacífico, el 0.21% eran de otras razas y el 2.14% pertenecían a dos o más razas. Del total de la población el 1.28% eran hispanos o latinos de cualquier raza.